# Mortefontaine-en-Thelle
Pour les articles homonymes, voir Mortefontaine.
Mortefontaine-en-Thelle est une commune française située dans le département de l'Oise en région Hauts-de-France.

## Géographie

### Localisation

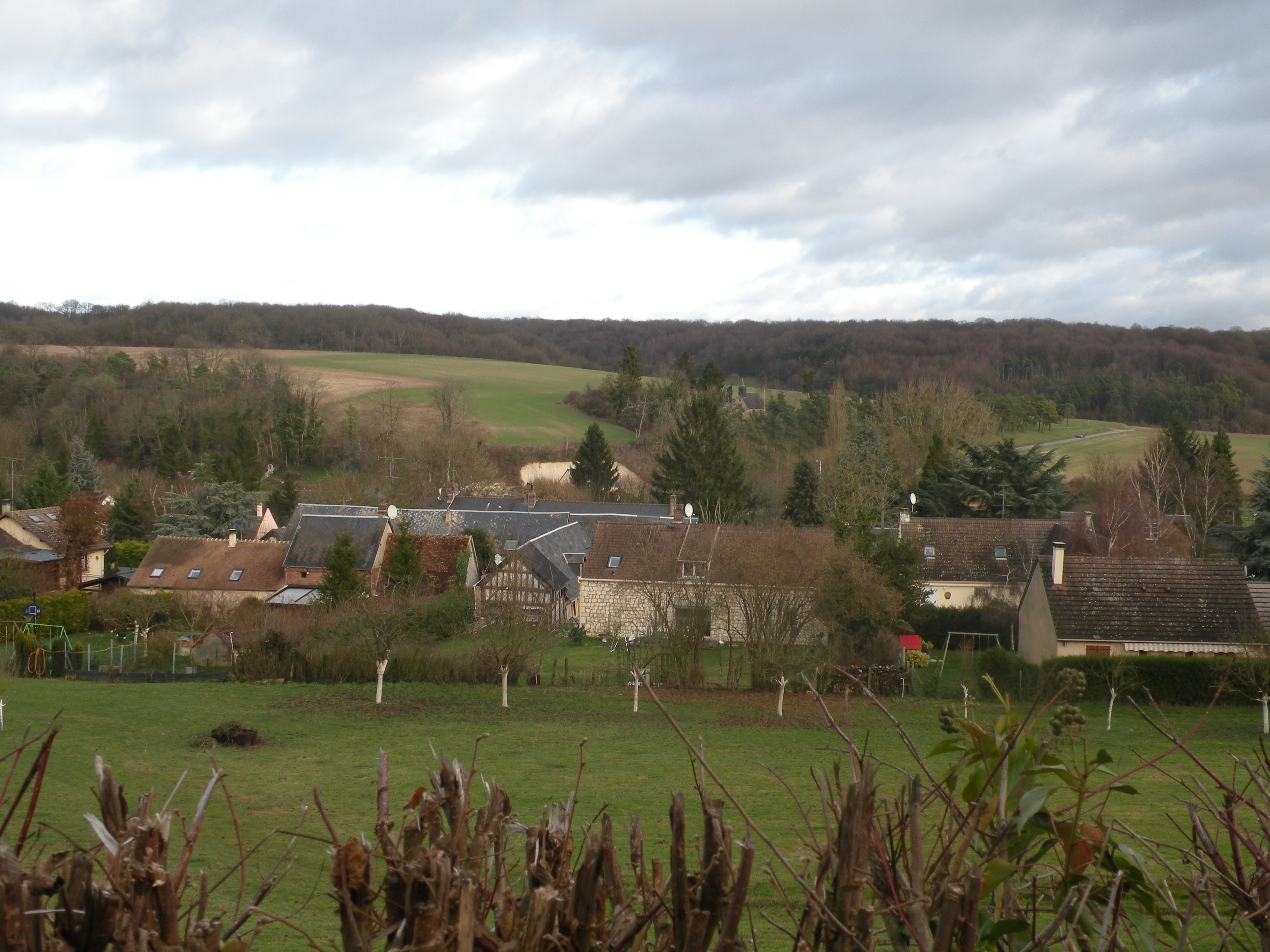
Vue générale.

Morfefontaine est une commune périurbaine du sud de l'Oise, dans le Pays de Thelle, située à 12 km au nord de Persan (Val-d'Oise), 6 km au nord-est de Méru, 22 km à l'est de Chaumont-en-Vexin, 20 km au sud-est de Beauvais et à 21 km à l'ouest de Creil.
Elle se trouve dans l'aire urbaine de Paris, dans la zone d'emploi de Beauvais et dans le bassin de vie de Méru.

### Communes limitrophes
Les communes limitrophes sont Andeville, Dieudonné, Esches, Laboissière-en-Thelle, Novillers, Sainte-Geneviève et Bornel.
| Laboissière-en-Thelle | Sainte-Geneviève |           |
| Andeville             | Frouville        | Novillers |
| Esches                | Bornel           | Dieudonné |

### Hydrographie

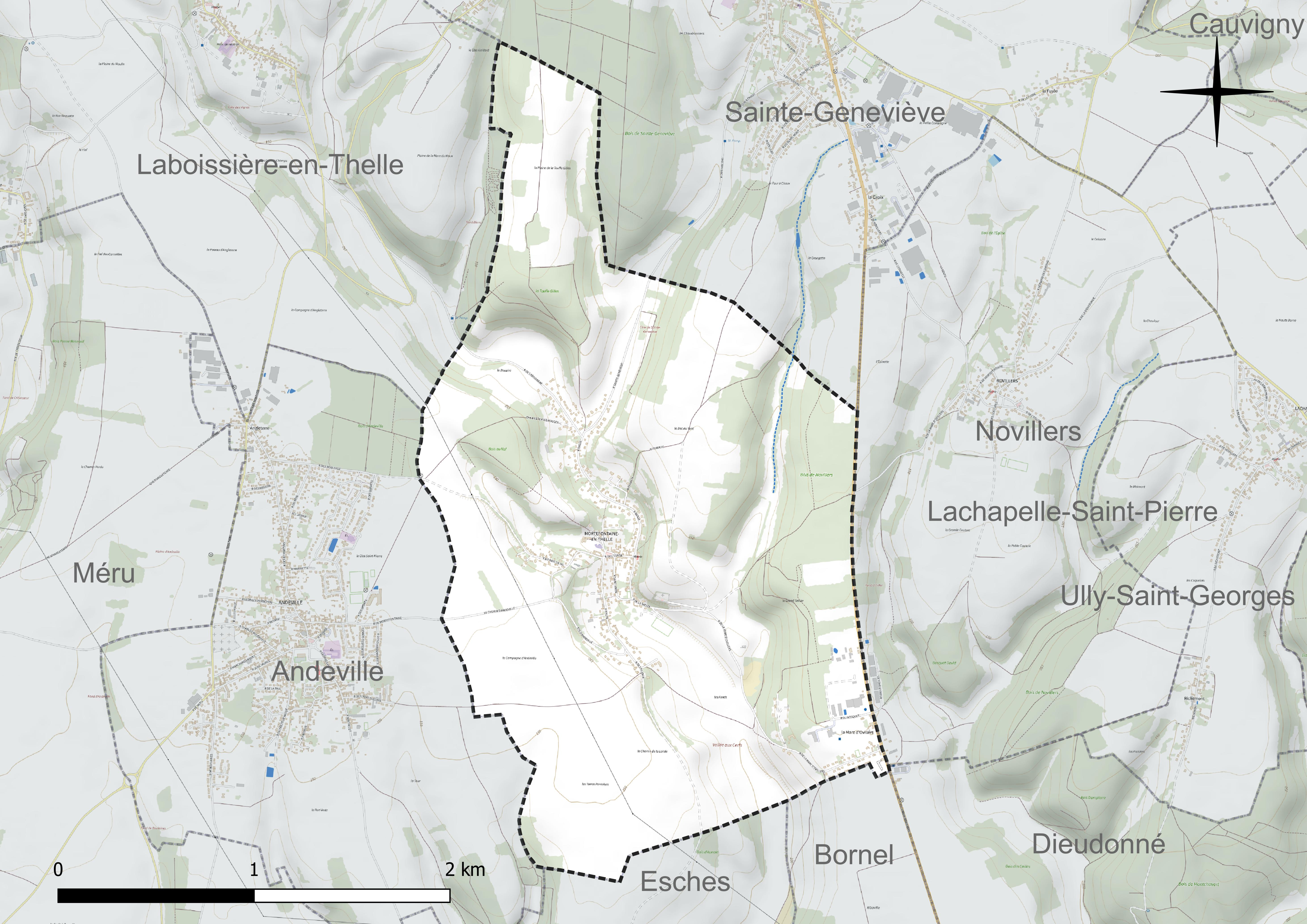
Réseau hydrographique de Mortefontaine-en-Thelle.

La commune est située dans le bassin Seine-Normandie. Elle n'est drainée par aucun cours d'eau,.

### Climat
Pour des articles plus généraux, voir Climat des Hauts-de-France et Climat de l'Oise.
En 2010, le climat de la commune est de type climat océanique dégradé des plaines du Centre et du Nord, selon une étude du CNRS s'appuyant sur une série de données couvrant la période 1971-2000. En 2020, Météo-France publie une typologie des climats de la France métropolitaine dans laquelle la commune est exposée à un climat océanique et est dans la région climatique Sud-ouest du bassin Parisien, caractérisée par une faible pluviométrie, notamment au printemps (120 à 150 mm) et un hiver froid (3,5 °C).
Pour la période 1971-2000, la température annuelle moyenne est de 10,4 °C, avec une amplitude thermique annuelle de 14,5 °C. Le cumul annuel moyen de précipitations est de 729 mm, avec 11,7 jours de précipitations en janvier et 8,1 jours en juillet. Pour la période 1991-2020, la température moyenne annuelle observée sur la station météorologique la plus proche, située sur la commune de Creil à 21 km à vol d'oiseau, est de 11,2 °C et le cumul annuel moyen de précipitations est de 662,2 mm,. Pour l'avenir, les paramètres climatiques de la commune estimés pour 2050 selon différents scénarios d'émission de gaz à effet de serre sont consultables sur un site dédié publié par Météo-France en novembre 2022.

## Urbanisme

### Typologie
Au 1er janvier 2024, Mortefontaine-en-Thelle est catégorisée bourg rural, selon la nouvelle grille communale de densité à sept niveaux définie par l'Insee en 2022.
Elle est située hors unité urbaine. Par ailleurs la commune fait partie de l'aire d'attraction de Paris, dont elle est une commune de la couronne,.

### Occupation des sols

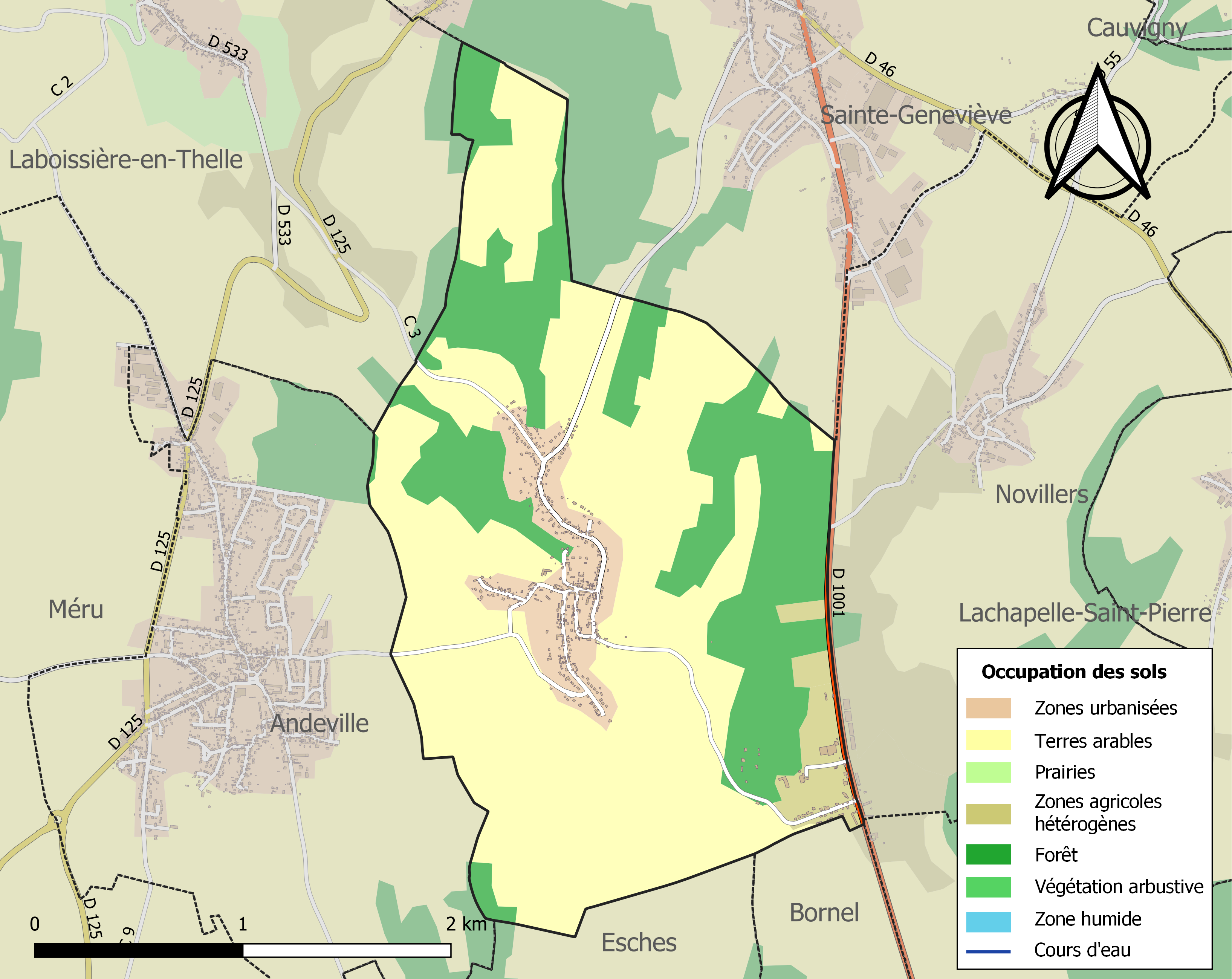
Carte des infrastructures et de l'occupation des sols de la commune en 2018 (CLC).

L'occupation des sols de la commune, telle qu'elle ressort de la base de données européenne d'occupation biophysique des sols Corine Land Cover (CLC), est marquée par l'importance des territoires agricoles (64,4 % en 2018), une proportion sensiblement équivalente à celle de 1990 (63,7 %). 
La répartition détaillée en 2018 est la suivante : terres arables (60,7 %), forêts (27,6 %), zones urbanisées (8 %), zones agricoles hétérogènes (3,7 %). 
L'évolution de l'occupation des sols de la commune et de ses infrastructures peut être observée sur les différentes représentations cartographiques du territoire : la carte de Cassini (XVIIIe siècle), la carte d'état-major (1820-1866) et les cartes ou photos aériennes de l'IGN pour la période actuelle (1950 à aujourd'hui).

### Lieux-dits, écarts et quartiers
On peut relever Le Bois en Val, la Touffe-Gilles, le Bosquet, la mare d'Ovillers.

### Habitat et logement
En 2020, le nombre total de logements dans la commune était de 361, alors qu'il était de 315 en 2015 et de 303 en 2010.
Parmi ces logements, 90,1 % étaient des résidences principales, 4,2 % des résidences secondaires et 5,7 % des logements vacants. Ces logements étaient pour 99,7 % d'entre eux des maisons individuelles et pour 0,3 % des appartements.
Le tableau ci-dessous présente la typologie des logements à Mortefontaine-en-Thelle en 2020 en comparaison avec celle de l'Oise et de la France entière. Une caractéristique marquante du parc de logements est ainsi une proportion de résidences secondaires et logements occasionnels (4,2 %) supérieure à celle du département (2,4 %) mais inférieure à celle de la France entière (9,7 %). Concernant le statut d'occupation de ces logements, 95 % des habitants de la commune sont propriétaires de leur logement (94,5 % en 2015), contre 61,4 % pour l'Oise et 57,5 pour la France entière.
| Typologie                                               | Mortefontaine-en-Thelle | Oise | France entière |
| ------------------------------------------------------- | ----------------------- | ---- | -------------- |
| Résidences principales (en %)                           | 90,1                    | 90,5 | 82,1           |
| Résidences secondaires et logements occasionnels (en %) | 4,2                     | 2,4  | 9,7            |
| Logements vacants (en %)                                | 5,7                     | 7,1  | 8,2            |

### Voies de communication et transports
Le territoire communal est limité à l'est par le tracé de l'ancienne route nationale 1 (actuelle RD 1001) qui la relie à la région parisienne et à Beauvais..
La commune est desservie, en 2023, par les lignes 621, 622, 6108, 6121, 6131, 6132, 6141 et 6202 du réseau interurbain de l'Oise.

## Toponymie
Le lieu était désigné Morfontaine, Mortuofons, Mortisofon et Fontaine (en 1311). Dénommée Mortefontaine en 1793, la commune prend sa dénomination actuielle de Mortefontaine-en-Thelle en 1908.
De l'adjectif féminin de la langue d'oïl, morte (« asséchée, tarie »)  et fontaine.
Le nom est lié à une ancienne fontaine, se trouvant vers la Basse-Rue, qui se remet en eau lors des périodes très humides, notamment au début des années 2000.

## Histoire

### Époque contemporaine
Le village était au XIXe siècle un lieu de fabrication de boutons en nacre.
Le  7 janvier 1998, Gustave Kokou et David Dumont, habitants d'Andeville, sont assassinés à Mortefontaine-en-Thelle par un activiste d'extrême-droite, le premier pour la couleur de sa peau, le second, pour ses relations black - beurs. Un rassemblement commémoratif se tient chaque année au village,
.

## Politique et administration

### Rattachements administratifs et électoraux

#### Rattachements administratifs
La commune se trouve dans l'arrondissement de Beauvais du département de l'Oise.
Elle faisait partie depuis 1801 du canton de Noailles. Dans le cadre du redécoupage cantonal de 2014 en France, cette circonscription administrative territoriale a disparu, et le canton n'est plus qu'une circonscription électorale.

#### Rattachements électoraux
Pour les élections départementales, la commune fait partie depuis 2014 du canton de Chaumont-en-Vexin.
Pour l'élection des députés, elle fait partie de la deuxième circonscription de l'Oise.

### Intercommunalité
La commune faisait partie de la communauté de communes du pays de Thelle, un établissement public de coopération intercommunale (EPCI) à fiscalité propre créé en 1996 et auquel la commune avait transféré un certain nombre de ses compétences, dans les conditions déterminées par le code général des collectivités territoriales.
Dans le cadre des dispositions de la loi portant nouvelle organisation territoriale de la République (Loi NOTRe) du 7 août 2015, qui prévoit que les établissements publics de coopération intercommunale (EPCI) à fiscalité propre doivent avoir un minimum de 15 000 habitants, le préfet de l'Oise a publié en octobre 2015 un projet de nouveau schéma départemental de coopération intercommunale, qui prévoit la fusion de plusieurs intercommunalités, et en particulier  de la communauté de communes du Pays de Thelle et de la communauté de communes la Ruraloise, formant ainsi une intercommunalité de 42 communes et de 59 626 habitants,.
La nouvelle intercommunalité, dont est membre la commune et dénommée communauté de communes Thelloise, est créée par un arrêté préfectoral du 30 novembre 2016 qui a pris effet le 1er janvier 2017.

### Liste des maires
| Période                                  | Période                       | Identité             | Étiquette | Qualité                                        |
| ---------------------------------------- | ----------------------------- | -------------------- | --------- | ---------------------------------------------- |
| Les données manquantes sont à compléter. |                               |                      |           |                                                |
| mars 2001                                | mars 2008                     | Thierry Petitcoulaud |           |                                                |
| mars 2008                                | 2011                          | Jeanine Monton       | PRG       | Démissionnaire                                 |
| 2011                                     | mai 2020                      | Alain Paillard       |           | Retraité                                       |
| mai 2020                                 | En cours (au 31 octobre 2024) | Jean-Louis Goupil    |           | Cadre administratif ou commercial d'entreprise |

### Jumelages
En 2003, les communes de Mortefontaine-en-Thelle - Sainte Geneviève - Ully Saint Georges ont fait un serment de jumelage avec les communes italiennes de l' Unione Coser Bassa Vercellese, constituée de  Caresana, Motta di Conti, Pertengo, Pezzana et Stroppiana.

## Équipements et services publics

### Enseignement
En 2016, la commune dispose d'une école de 4 classes avec 108 enfants, une cantine, une garderie et un accueil périscolaire et un centre de loisir.

### Autres équipements
Elle dispose également d'une salle des fêtes et d'un terrain de football.

## Population et société

### Démographie
Les habitants de Mortefontaine-en-thelle s'appellent les Mortifontain(e)s

#### Évolution démographique
L'évolution du nombre d'habitants est connue à travers les recensements de la population effectués dans la commune depuis 1793. Pour les communes de moins de 10 000 habitants, une enquête de recensement portant sur toute la population est réalisée tous les cinq ans, les populations de référence des années intermédiaires étant quant à elles estimées par interpolation ou extrapolation. Pour la commune, le premier recensement exhaustif entrant dans le cadre du nouveau dispositif a été réalisé en 2007.

En 2022, la commune comptait 975 habitants, en évolution de +8,57 % par rapport à 2016 (Oise : +0,87 %, France hors Mayotte : +2,11 %).
| 1793 | 1800 | 1806 | 1821 | 1831 | 1836 | 1841 | 1846 | 1851 |
| ---- | ---- | ---- | ---- | ---- | ---- | ---- | ---- | ---- |
| 286  | 283  | 286  | 246  | 275  | 290  | 296  | 313  | 302  |

| 1856 | 1861 | 1866 | 1872 | 1876 | 1881 | 1886 | 1891 | 1896 |
| ---- | ---- | ---- | ---- | ---- | ---- | ---- | ---- | ---- |
| 316  | 297  | 290  | 350  | 317  | 331  | 323  | 326  | 297  |

| 1901 | 1906 | 1911 | 1921 | 1926 | 1931 | 1936 | 1946 | 1954 |
| ---- | ---- | ---- | ---- | ---- | ---- | ---- | ---- | ---- |
| 332  | 306  | 323  | 307  | 302  | 237  | 234  | 196  | 203  |

| 1962 | 1968 | 1975 | 1982 | 1990 | 1999 | 2006 | 2007 | 2012 |
| ---- | ---- | ---- | ---- | ---- | ---- | ---- | ---- | ---- |
| 184  | 204  | 241  | 332  | 518  | 737  | 819  | 831  | 849  |

| 2017 | 2022 | - | - | - | - | - | - | - |
| ---- | ---- | - | - | - | - | - | - | - |
| 913  | 975  | - | - | - | - | - | - | - |

#### Pyramide des âges
La population de la commune est relativement jeune.
En 2018, le taux de personnes d'un âge inférieur à 30 ans s'élève à 41,4 %, soit au-dessus de la moyenne départementale (37,3 %). À l'inverse, le taux de personnes d'âge supérieur à 60 ans est de 13,8 % la même année, alors qu'il est de 22,8 % au niveau départemental.
En 2018, la commune comptait 449 hommes pour 476 femmes, soit un taux de 51,46 % de femmes, légèrement supérieur au taux départemental (51,11 %).
Les pyramides des âges de la commune et du département s'établissent comme suit.
| Hommes | Classe d’âge | Femmes |
| ------ | ------------ | ------ |
| 0,0    | 90 ou +      | 0,6    |
| 2,9    | 75-89 ans    | 2,7    |
| 12,0   | 60-74 ans    | 9,4    |
| 24,3   | 45-59 ans    | 23,6   |
| 19,9   | 30-44 ans    | 21,8   |
| 18,3   | 15-29 ans    | 19,0   |
| 22,6   | 0-14 ans     | 22,8   |

| Hommes | Classe d’âge | Femmes |
| ------ | ------------ | ------ |
| 0,5    | 90 ou +      | 1,4    |
| 5,5    | 75-89 ans    | 7,6    |
| 15,6   | 60-74 ans    | 16,3   |
| 20,8   | 45-59 ans    | 20     |
| 19,4   | 30-44 ans    | 19,4   |
| 17,6   | 15-29 ans    | 16,2   |
| 20,6   | 0-14 ans     | 19,1   |

## Économie
Une zone d'activité s'est implantée au hameau de la Mare-d'Ovillers, le long de l'ex-route nationale 1, qui accueille en 2016 les Vérandas Scintelle, le fabricant de stands Acker production et un garage. Il n'y a plus de commerces de proximité dans la commune.

## Culture locale et patrimoine

### Lieux et monuments
- Église Notre-Dame : 
Sa nef ainsi que les contreforts sont en brique et le chœur en damier de pierres et de silex au choeur. Elle est constituée d'une nef unique terminée par une abside pentagonale. La partie ouest, dotée de larges baies de style gothique flamboyant,  remonte à la fin du XVe siècle ou au début du XVIe siècle. La nef est, elle, de la fin du XVIe siècle
Au revers de la façade, un aménagement néo-gothique a laissé trois arcades en bois et un petit clocher en charpente couvert d'ardoises
L'église dispose d'une charpente remarquable, particulièrement celle de l'abside : le poinçon  à décor de chevrons y est reçu sur l'entrait  par deux engoulants opposés figurant une tête d'animal sauvage. Les entraits et les blochets de la charpente en carène de la nef sont différents de ceux du choeur[28].

- Chapelle Saint-Méen, située dans le cimetière, reconstruite par souscription publique en 1890, excepté le mur oriental qui, épaulé au milieu par un robuste et court contrefort, paraît plus ancien. L'édifice serait l'église paroissiale initiale du village[11]. C'était un lieu de pèlerinage,  le 21 juin, jour de la fête patronale, pour obtenir la guérison des maladies herpétiques[29].

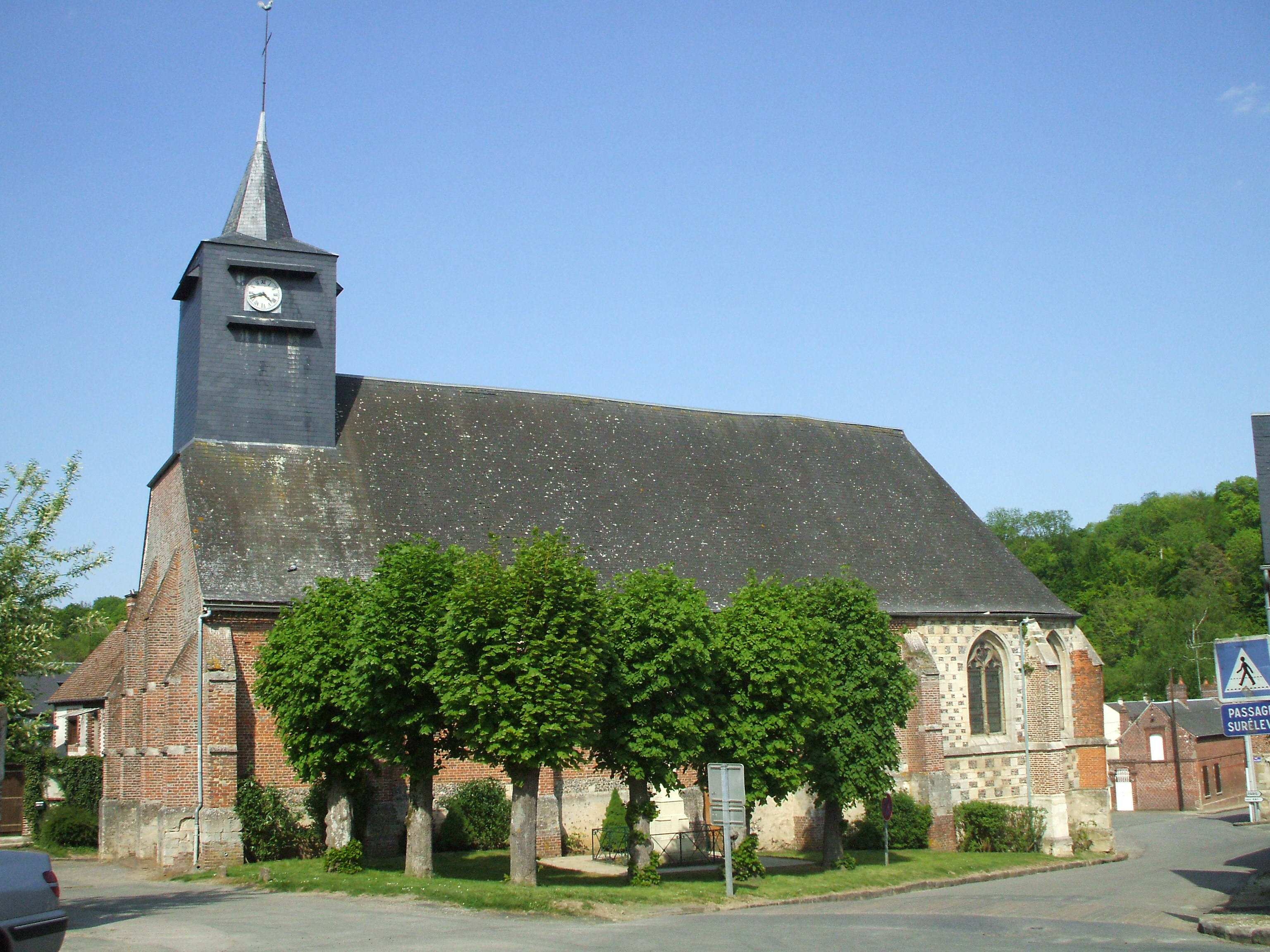
Église Notre-Dame.
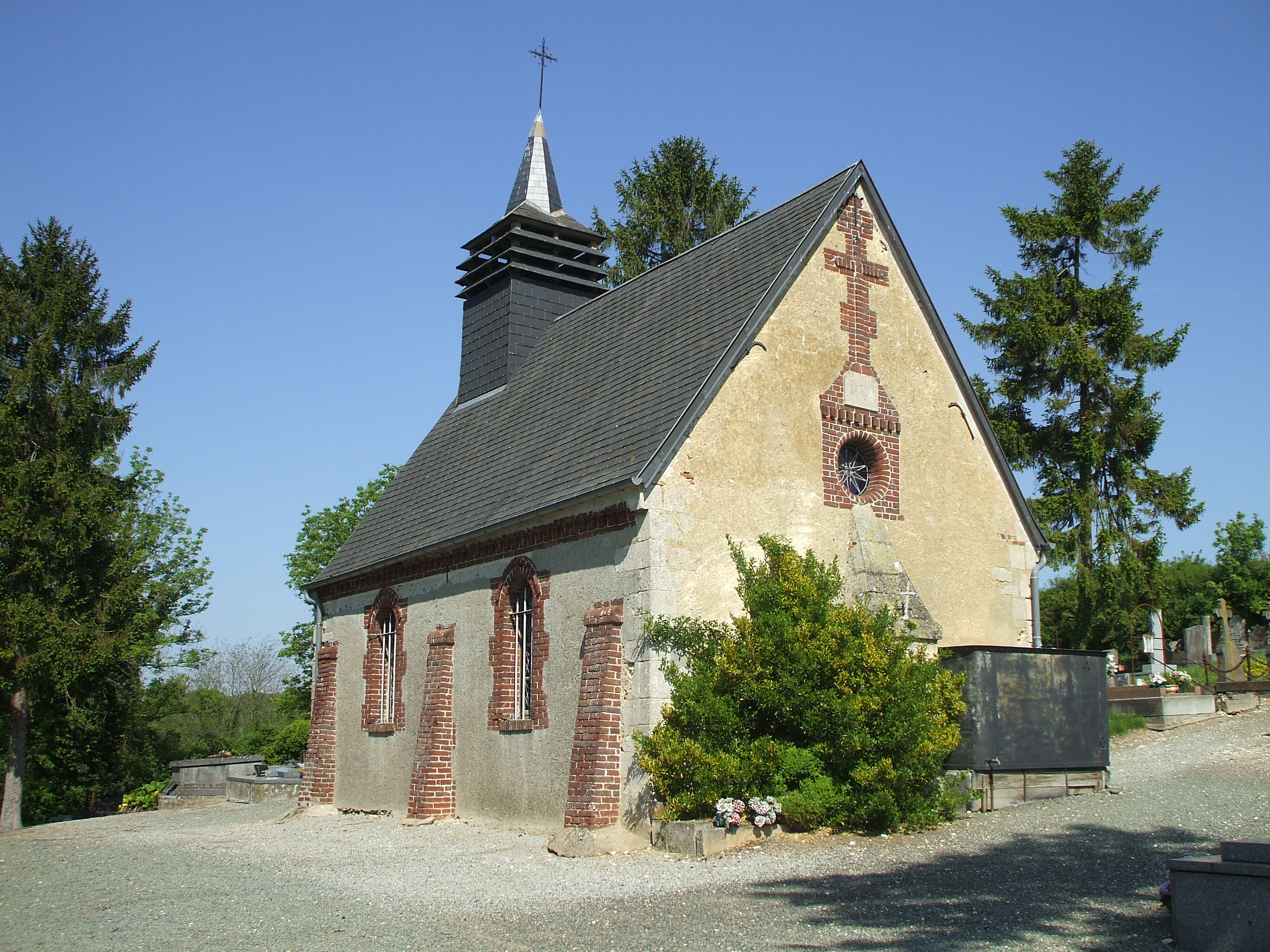
Chapelle Saint-Méén.

### Mortefontaine-en-Thelle dans les arts et la culture

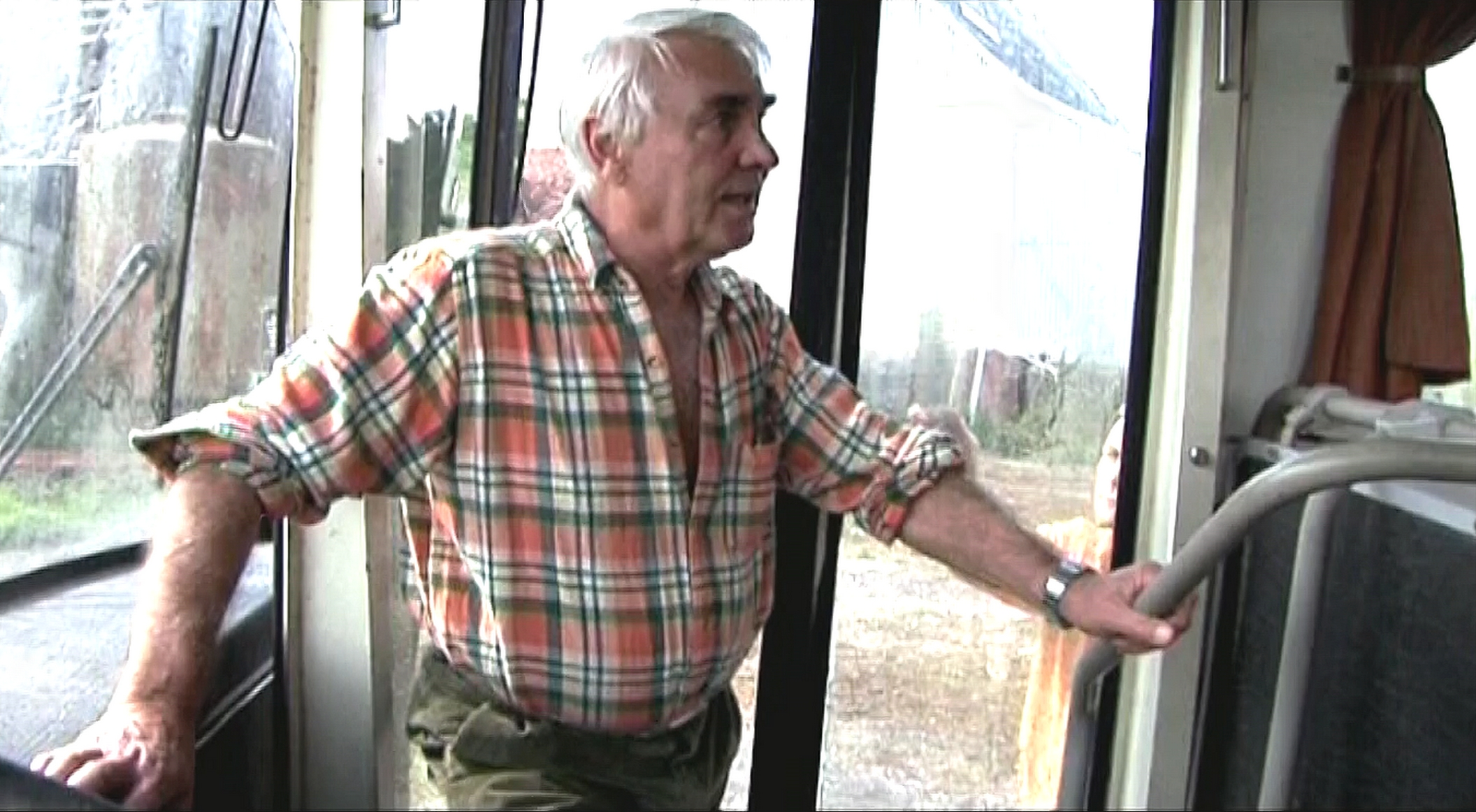
L'acteur Jacques Ruisseau dans le court-métrage Cartel des Anges.

- L'acteur Jacques Ruisseau a tourné à Mortefontaine-en-Thelle en 2007 une scène du court-métrage Cartel des Anges, de Jordan Diow, dans un autobus abandonné sur un champ[source secondaire nécessaire].

## Pour approfondir